# Cursive
Cursive is een Amerikaanse indierockband uit Omaha (Nebraska), bij 15 Passenger Records, Saddle Creek Records en Big Scary Monsters (VK). Stilistisch beschreven als emo en posthardcore, kwam Cursive op de voorgrond met Domestica uit 2000 en boekte commercieel en kritisch succes met The Ugly Organ uit 2003. De band heeft sinds 1997 acht studioalbums, een verzamelalbum en een mix van singles en ep's uitgebracht. Tot de invloeden van Cursive behoren bands als Fugazi, Shudder to Think, Archers of Loaf en Brainiac.

## Bezetting
Huidige bezetting
- Tim Kasher (leadzang, gitaar, orgel, 1995–1998, 1999–heden)
- Matt Maginn (basgitaar, achtergrondzang, 1995–1998, 1999–heden)
- Clint Schnase (drums, percussie, 1995–1998, 1999-2008, 2018-heden)
- Ted Stevens (gitaar, achtergronszang, 1999–heden)
- Patrick Newbery (trompet, percussie, orgel, moog synthesizer, keyboards, andere instrumenten, 2006–heden)

Voormalige leden
- Steve Pedersen (gitaar, achtergrondzang, 1995–1998)
- Gretta Cohn (cello, 2001–2005)
- Matt 'Cornbread' Compton (drums, percussie, 2008–2009)
- Cully Symington (drums, percussie, 2009–2018)

Toerlid
- Megan Seibe (cello, 2018-present)

## Geschiedenis

### Vroege jaren en ontbinding (1995-1998)
Cursive ontstond in het voorjaar van 1995, kort nadat Slowdown Virginia uit elkaar ging. Slowdown Virginia-leden Tim Kasher (zang, gitaar), Matt Maginn (bas) en Steve Pedersen (gitaar) waren een maand eerder uit elkaar gegaan, samen met hun drummer. De drie leden besloten dat ze niet klaar waren om te stoppen met het maken van muziek en wilden het serieus proberen. Clint Schnase, die met Pedersen speelde in de band Smashmouth, trad toe als drummer. Kasher zei dat de naam van de band is geïnspireerd op een passage in een boek van V.S. Naipaul, waarin de Britten onderworpen Indianen dwongen Engels te leren schrijven in cursief handschrift, symbolisch voor een zinloze oefening zonder waarde, en Kasher vergelijkt dit met de band die muziek als discipline afdwingt en het serieus neemt.
Met een eerste geluid dat werd gekenmerkt door één recensent vergelijkbaar met At the Drive-In, nam Cursive in 1996 de ep The Disruption op bij Lumberjack Records en bracht het in 1997 uit, gevolgd door de ep Sucker and Dry EP bij Zero Hour Records en hun debuutalbum Such Blinding Stars for Starving Eyes bij Crank! Records. De vervolg-ep The Icebreaker werd begin 1998 uitgebracht.
In het late voorjaar van 1998, na een paar jaar toeren, kondigde Cursive aan dat ze uit elkaar gingen. De belangrijkste oorzaak was het huwelijk van Kasher en de verhuizing met zijn vrouw naar Portland (Oregon), hoewel gitarist Pedersen van plan was ook de band en Omaha te verlaten om rechten te studeren in North Carolina. Cursive nam The Storms of Early Summer: Semantics of Song op als een zwanenzang in het voorjaar van 1998, voordat het uit elkaar ging en bracht het album na het uiteenvallen in de herfst van dat jaar uit bij Saddle Creek Records. The Storms of Early Summer was de eerste poging van Kasher en Cursive om een conceptalbum te schrijven en op te nemen, met de eerste helft van het album als thema Man vs. Nature en de tweede helft Man vs. Self. Het album stond bekend om zijn ingewikkelde gitaarwerk, diep doordachte teksten en het begin van een mathrock/pop-songstructuur, die zich allemaal meer zouden ontwikkelen op verdere Cursive-albums.

### Reformatie:DomesticaenBurst and Bloom(1999-2002)
Iets meer dan een jaar later, in de zomer van 1999, werd de band opnieuw geformeerd toen Kasher scheidde en terugkeerde naar Omaha. Toen Pedersen rechten ging studeren, vervoegde Ted Stevens (voorheen van Lullaby for the Working Class) zich bij de band op gitaar en zang. Binnen een jaar nam Cursive hun tweede volledige album Domestica op en bracht het in 2000 uit. Het conceptalbum Domestica over de ontbinding van een huwelijk behaalde voor het eerst voor Cursive een kritische succesfactor. Hoewel Kasher geen eenvoudig autobiografisch verslag van zijn huwelijk heeft, heeft hij erkend dat het het album sterk heeft beïnvloed, hoewel sommige van de relatiedynamiek, zoals ontrouw, niet autobiografisch was. Taylor Clark van Pitchfork Media, die Domestica beoordeelde, gaf het album een 8.0/10.0 en noemde de stijl van Tim Kasher de perfecte verbuiging en expressie van de verre van perfecte stembanden, de hersenen die duidelijk achter de spierkracht van de gitaar zitten en het geluid van de band, dat was geëvolueerd sinds The Storms of Early Summer, zeggend dat Cursive hun scherpzinnige kant behield en pulserende, snel evoluerende gitaargebaseerde muziek creëerde, maar ze worden nu gevoed en geleid door de betekenis achter de muziek.
Cursive voegde Gretta Cohn toe als celliste in 2001, omdat Kasher van mening was dat de toevoeging de band zou helpen het geluid te ontwikkelen. Ze namen de ep Burst and Bloom uit 2001 op bij Saddle Creek Records en splitsten in 2002 het album 8 Teeth to Eat You met de Japanse band Eastern Youth bij Better Looking Records. Het aanvangsnummer Sink to the Beat van Burst and Bloom, is een tekstueel meta-conceptnummer over het opnameproces van de ep zelf en het effect ervan op de muziek en de luisteraar. Cursive toerde uitgebreid gedurende 2001 en 2002 tot het punt van uitputting en Kasher leed aan een klaplong. De band moest de rest van de tournee annuleren en begon met het schrijven van nieuw materiaal.

### The Ugly Organ en reductie (2003-2005)
Cursive bracht hun vierde album The Ugly Organ uit in 2003 bij Saddle Creek Records tot kritisch en commercieel succes. Muziektijdschrift Rolling Stone gaf het album een 4-sterrenbeoordeling, terwijl het alternatieve muziektijdschrift Alternative Press het album een perfecte 5 uit 5 gaf. Ten tijde van de heruitgave van The Ugly Organ in 2014, werden van het album meer dan 170.000 exemplaren verkocht. The Ugly Organ is een los conceptalbum over de ideeën over wat kunst en muziek zijn, hoe het lied, de zanger en het publiek allemaal met elkaar in verband staan en elkaar beïnvloeden, en de emotionele effecten van het songwritingproces op de schrijver. Kasher verklaarde in een interview met Alternative Press in 2014 dat de nummers die hij schreef niet geschreven waren om conceptueel strak te zijn en dankt gitarist/zanger Ted Stevens voor het vinden van het thema van het album.
Na uitgebreide tournees ter ondersteuning van The Ugly Organ in 2003 en begin 2004, verraste Kasher fans en critici door in het najaar van 2004 een onbepaalde onderbreking aan te kondigen voor Cursive, nadat ze hun tournee met The Cure hadden afgerond. Leadzanger en songwriter Tim Kasher nam de tijd om zich te concentreren op zijn andere band The Good Life, die hij in 2000 had opgericht en wiens derde publicatie Album of the Year in 2004 een enorm succes kende. Ted Stevens werkte aan zijn andere band Mayday, samen met bassist Matt Maginn en bracht in 2005 hun derde album Bushido Karaoke uit. Drummer Clint Schnase toerde samen met bassist Matt Maginn met Bright Eyes bij Vote for Change in 2004. Celliste Gretta Cohn besloot de band definitief te verlaten en verhuisde naar New York. Saddle Creek Records heeft op 9 augustus 2005 het verzamelalbum The Difference Between Houses and Homes van Cursive uitgebracht. Deze nummers zijn verzameld van de ep's The Disruption, Sucker and Dry en The Icebreaker, evenals enkele B-kanten en niet-uitgebracht materiaal dat is opgenomen tussen 1995 en 2001.

### Happy HollowenMama, I'm Swollen(2006–2011)
Cursive's onderbreking werd beëindigd in 2006 toen Saddle Creek Records aankondigde dat Kasher zijn werk aan zijn zijproject The Good Life tijdelijk had stopgezet om Cursive's vijfde studioalbum op te nemen. Happy Hollow werd uitgebracht op 22 augustus 2006. De eerste single was Dorothy at Forty, uitgebracht op 11 juli 2006. Genoemd naar het Dundee-Happy Hollow Historic District in Omaha, waar Warren Buffett woont, richtte Kasher met dit album zijn aandacht af van zelf-reflecterende teksten om zich te concentreren op wat hij dacht dat het corrupte politiek was, saaie en lege voorsteden en christelijke hypocrisie. Het album kreeg over het algemeen gunstige recensies. Muziektijdschriften Spin, URB, Time Out New York en Blender gaven de plaat een 4-sterrenbeoordeling en Rolling Stone gaf het album een beoordeling van 3,5 sterren, terwijl het alternatieve muziektijdschrift Alternative Press het album een perfecte 5 uit 5 toebedeelde. Happy Hollow heeft een vijfdelige blazerssectie, die een nieuwe textuur toevoegt en het geluid van de band opnieuw definieert in plaats van Cohn's cello.
Het zesde album Mama, I'm Swollen werd op 10 maart 2009 uitgebracht bij Saddle Creek Records. Drie dagen later maakte de band hun televisiedebuut tijdens The Late Show met David Letterman en speelde ze From The Hips. Het album was het eerste, opgenomen zonder drummer Clint Schnase, die de band in oktober 2007 verliet. Schnase werd op drums vervangen door Matt 'Cornbread' Compton, die eerder met de band toerde. Met behoud van de blazers, gebruikt op Happy Hollow, heeft Mama, I'm Swollen een meer rechttoe rechtaan rockgeluid, vermengd met verschuivingen in toetsen en maatsoorten om het potentieel voor eentonigheid te verbreken. Thematisch gezien keert Mama, I'm Swollen terug naar een groot deel van het romantische narcisme, dat in Domestica wordt aangetroffen en verliest het grootste deel van de politieke focus van Happy Hollow, maar concentreert zich in plaats daarvan op de zinloosheid van het volwassen leven en de waardeloosheid van de mensheid en het Peter Pan-syndroom van volwassenen die belastingvrij willen leven of hun angsten willen wegnemen, met een gemiddelde score van 65 op Metacritic, dat wijst op algemeen gunstige recensies.

### I Am Gemini (2012–2014)
De opvolger van Mama, I'm Swollen, genaamd I Am Gemini, werd op 21 februari 2012 uitgebracht bij Saddle Creek Records. Cornbread Compton werd vervangen door Cully Symington, voordat het album werd opgenomen. Met een songtekstblad dat door Ian Cohen van Pitchfork Media wordt beschreven als een volwaardig libretto, wordt I Am Gemini gepresenteerd als een toneelstuk dat het verhaal vertelt van bij de geboorte gescheiden tweelingbroers, een goed en een kwaad, hun onverwachte hereniging in een huis dat geen huis is. Er ontbrandt een klassieke strijd voor de ziel, gitaarpartijen en de melodieuze, geaarde baslijnen van Matt Maginn. Maar de verkenning van vreemde veranderingen, grappige maatsoorten en bijna-metal-breakdowns kan Gemini een harde eerste luisterbeurt bezorgen. I Am Gemini ontving een vergelijkbare kritische evaluatie als Mama, I'm Swollen en scoorde een beoordeling van 63 op een gewogen gemiddelde van Metacritic en over het algemeen gunstige recensies. The Ugly Organ werd in 2014 opnieuw uitgebracht door Cursive en Saddle Creek, met vier extra nummers die oorspronkelijk waren uitgebracht op 8 Teeth to Eat You en vier nummers van singles en compilaties. Cursive maakte in het voorjaar van 2014 een korte tournee om de heruitgave te ondersteunen.

### 15 Passenger,Vitriola,Get Fixed(2017-heden)
Cursive lanceerde begin 2017 het eigen platenlabel 15 Passenger. De debuutpublicatie voor het label was het nieuwe soloalbum No Resolution van Kasher. De band bracht hun eerste twee albums opnieuw uit via 15 Passenger in het najaar van 2017, met plannen om al hun publicaties opnieuw uit te geven via het label, evenals nieuw materiaal. Naast het werk van Cursive en Kasher, brengt 15 Passenger ook materiaal uit van andere artiesten. In augustus 2018 kondigde Cursive hun achtste studioalbum Vitriola aan. Er werd ook aangekondigd dat Clint Schnase zou terugkeren naar de band, zodat vorige drummer Symington zich kon concentreren op het opnemen en toeren met Sparta. Het album bevat ook bijdragen van celliste Megan Seibe, die eerder samen met Kasher toerde in een akoestische duomodus. Dit is het eerste Cursive-album met cello sinds The Ugly Organ. De eerste single van het album, Life Savings, werd op dezelfde dag uitgebracht.
Get Fixed, het negende studioalbum van de band, werd aangekondigd naast het uitbrengen van het nummer Stranded Satellite op 1 oktober 2019. Get Fixed werd digitaal uitgebracht op 11 oktober 2019 en het album werd uitgebracht op vinyl en compact disc op 17 januari 2020. Nummers van het album zijn voornamelijk geschreven en opgenomen tijdens de sessies voor Vitriola met de bedoeling een dubbelalbum uit te brengen. De band plande de nummers voor een tweede album en schreef nieuw materiaal om de nummers die tijdens Vitriola waren opgenomen te begeleiden. De aankondiging van het album werd voorafgegaan door het uitbrengen van de nummers Barricades, Black Hole Town en Marigolds in september 2019.

## Discografie
- 1997: Such Blinding Stars for Starving Eyes
- 1998: The Storms of Early Summer: Semantics of Song
- 2000: Domestica
- 2003: The Ugly Organ
- 2006: Happy Hollow
- 2009: Mama, I'm Swollen
- 2012: I Am Gemini
- 2018: Vitriola
- 2019: Get Fixed